# Paradise Lost 3: Purgatory
Paradise Lost 3: Purgatory é um documentário americano dirigido por Joe Berlinger e Bruce Sinofsky. 
Foi nomeado ao Oscar 2012 na categoria de Melhor Documentário em Longa-metragem.